# 高惜氷

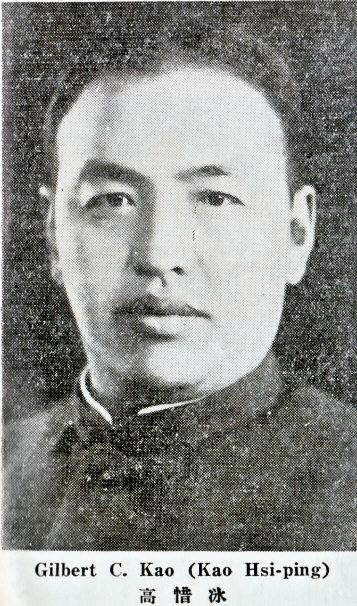
高惜氷
Who's Who in China 4th ed. 1931

高 惜氷（こう せきひょう、中国語: 高惜冰; 拼音: Gāo Xībīng; ウェード式: Kao Hsi-ping、1894年（清光緒20年） - 1984年12月6日）は、中華民国（台湾）の政治家・技術官僚・実業家・教育者。名は介清だが、字の惜氷で知られる。英語名はGilbert C. Kao. 盛京将軍管轄区奉天府鳳凰城の人。

## 事績
鳳城九溝峪高等小学を経て、奉天省城北関中学に入学する。卒業後は国立北京大学に入学し、後に公立清華学校（後の清華大学）に転入した。1920年（民国9年）に卒業してまもなくアメリカに留学、ローウェル織物学校（Lowell Textile School)で学ぶ。1923年に卒業し、紡績工学士の学位を取得した。その後しばらくアメリカで毛織物会社で働いていたが、1925年（民国14年）夏に帰国、同年11月に郭松齢の東北国民軍総司令部で秘書に任ぜられた。郭敗死後の1926年秋に、省立東北大学教授となり、同大学で紡績系（紡績学部）の創設を主導している。翌年、同大学工学院院長に昇進した。
張学良が易幟した後の1929年（民国18年）に、東北政務委員会機要処秘書に任ぜられる。翌1930年（民国19年）9月、察哈爾省政府教育庁庁長に任ぜられ、さらに中国国民党察哈爾省党務特派員も兼任した。1931年（民国20年）9月、国立東北中山中学を創設している。1933年（民国22年）9月、新疆省建設庁庁長に異動し、1936年（民国25年）1月まで務めた。その後は国民政府中央に戻り、銓叙部育才司司長に任ぜられ、さらに宋子文の私設顧問や中棉公司常務董事、淮南煤鉱公司顧問も務めている。
1937年（民国26年）に日中戦争（抗日戦争）が勃発すると、高惜氷は大本営第4部軽工業組組長に任ぜられた。翌1938年（民国27年）、湖北省紗布絲麻四局整理委員会主任委員となる。同年6月、国民参政会第1期委員に任ぜられた（以後第4期まで同様）。1939年（民国28年）3月、川康建設期成会会員・川康建設視察団西部組組長任ぜられた。1942年（民国31年）7月、四聯総処派駐塩務局総稽核及び農林部顧問となる。
日中戦争終結後の1945年（民国34年）9月、高惜氷は満州国滅亡後に新たに設置された安東省政府の主席兼全省保安司令に抜擢された。1947年（民国36年）10月、国民政府主席東北行轅政務委員会常務委員を兼任している。1948年（民国37年）2月、安東省政府主席から免ぜられ、翌月に東北行轅政務委員会副主任委員に任ぜられた。同年9月、東北剿匪総司令部政務委員会常務委員兼主任委員代理となる。1949年（民国38年）、高惜氷は台湾に移り、呉拯瀾らと共に彰化紗廠を創設した。その後、中国紡績建設公司董事や光復大陸設計研究委員会委員などを歴任している。1973年（民国62年）、アメリカに移住した。1984年12月6日、同国にて病没。享年91。

## 著作
- 『遠東江禍的前因後果』
- 『毛絨紡織與整理』

## 注
1. 1 2 3 4  徐主編（2007）、1300頁。
2. ↑  劉国銘主編（2005）、1823-1824頁。
3. ↑  1933年（民国22年）に党務指導員に改組。
4. 1 2 3  劉国銘主編（2005）、1824頁。